# Iron Rattler
Iron Rattler in Six Flags Fiesta Texas (San Antonio, Texas, USA) ist eine an das Gelände angepasste Stahlachterbahn vom Modell IBox Track des Herstellers Rocky Mountain Construction, die am 25. Mai 2013 eröffnet wurde. Sie wurde an der Stelle errichtet, an der zuvor die Bahn The Rattler ihre Runden fuhr. Im Jahr 2022 fuhr die Bahn unter dem Namen iron Siebert.
Die 995,5 m lange Strecke erreicht eine Höhe von 54,6 m und besitzt eine 52,1 m hohe erste Abfahrt von 81°. Daneben besitzt sie einige weitere interessante Fahrelemente, wie eine 110° übergeneigte Kurve, eine 95° übergeneigte Kurve, einer Zero-g-Roll, eine 98° übergeneigte Kurve, eine 93° übergeneigte Kurve, sowie einen Tunnel, der durch eine Kalksteinmine führt.

## Züge
Iron Rattler besitzt zwei Züge vom Hersteller Gerstlauer Amusement Rides mit jeweils sechs Wagen. In jedem Wagen können vier Personen (zwei Reihen à zwei Personen) Platz nehmen.